# Anteromorpha depressa
Anteromorpha depressa är en stekelart som beskrevs av Galloway 1984. Anteromorpha depressa ingår i släktet Anteromorpha och familjen Scelionidae. Inga underarter finns listade i Catalogue of Life.